# Inichnum
Inichnum (auch Chnum-Ini) war ein bedeutender altägyptischer Beamter der späten 2. Dynastie oder der frühen 3. Dynastie, dessen genauer Zeitpunkt seines Wirkens unklar ist. Daher bleibt ebenso offen, welchen Königen er diente.

## Belege
Sein Name erscheint auf zahlreichen Gefäßfragmenten aus Kalzit-Alabaster, die in den Großen Galerien des Djoser-Komplexes in Sakkara gefunden wurden. Andere Fundstücke stammen aus zwei Privatgräbern in Sakkara sowie aus dem Pyramidenkomplex des Königs Sechemchet. Es handelt sich um kurze Gefäßaufschriften aus schwarzer Tinte, die in kursiver Schrift (Hieratisch) ausgeführt wurden.

## Amtszeit
Die Gefäßaufschriften belegen, dass Inichnum die Titel „Kammerdiener des Königs“ (Cheri-tep-nesu), „Mitglied der Elite“ (Iripat) und „Sem-Priester“ innehatte. Dies sind typische Rang- und Funktionstitel königlicher Familienangehöriger der Frühzeit. Zugehörige Beischriften wie „Aufseher über die Opfergaben an das Hut-Ka“ und „Geschenke für das Haus des Königs während des Hebsed“ belegen zudem, dass Inichnum vor allem an einem Sedfest (Hebsed) mitwirkte und für die Betreuung und Versorgung eines Ka-Hauses (Hut-Ka) verantwortlich war. Diese Aufgaben teilte er mit seinem Amtskollegen Maapermin.

## Datierung
Ilona Regulski und Peter Kaplony wähnen Inichnums Amtszeit in der Regierungszeit von Chasechemui und Netjerichet. Ilona Regulski verweist ergänzend auf Vergleiche der Tintenaufschrift des Inichnum mit der auf Fundstücken aus Abydos im Grab des Chasechemui. Frühere Annahmen seitens Wolfgang Helck, welcher die Tintenaufschriften in die Regierungszeit von König Ninetjer datierte, weist Regulski mit der Begründung zurück, dass bestimmte Schrifttypen und Schreibweisen, wie sie in Inichnums Aufschriften zutage treten, zu Ninetjers Lebzeiten noch nicht entwickelt und gebräuchlich waren. Ihr besonderer Augenmerk gilt dabei dem Vermerk "17. Mal der Viehzählung". Die Schreibweise, in der der Vermerk festgehalten wurde, tritt erstmals unter König Netjerichet auf. Problematisch daran ist der Umstand, dass die Viehzählung als zeremonielle, staatliche Steuereintreibung nur alle zwei Jahre stattfand. Somit wäre ein 34. Regierungsjahr für den Herrscher belegt, unter welchem Inichnum amtiert hatte. Eine solch lange Regierungszeit ist aber bislang nur für König Ninetjer bezeugt. Ilona Regulski überlegt daher, ob entweder Chasechemui oder Djoser jeweils vielleicht länger regiert haben könnten, als bislang angenommen.
Als weiteren Anhaltspunkt zieht Regulski bestimmte Hieroglyphen und deren Schreibweisen in der hieratischen Schrift heran. Die zickzack-förmige Hieroglyphe N35 (Wasserlinie; Lautwert "n") wurde noch unter Ninetjer auch in der Kursivschrift deutlich zackenförmig ausgeführt, ab König Peribsen erscheint sie auch in vereinfachter Form als gerader Strich mit verdickten Enden. Genau dies ist auch bei den Aufschriften des Inichnum der Fall. Eine weitere Hieroglyphe, nämlich Aa1 (Plazenta; Lautwert "ch"), wurde noch unter Ninetjer als simpler Ring oder Kreis dargestellt, unter König Sechemib erscheint sie erstmals mit der vertrauten, horizontalen Schraffur, nach Sechemib ist dies die Regel. In der kursiven Schrift wurde sie als Kreis mit einem dicklichen Schräg- oder Querstrich dargestellt. Auch dies ist in den Aufschriften des Inichnum der Fall. Basierend auf diesen Vergleichsergebnissen werden die Tintenaufschriften nun in die Zeit der Könige Chasechemui bis Sechemchet datiert.

## Bedeutung für die Ägyptologie
Die Gefäßaufschriften des Inichnum sind von einiger Wichtigkeit für Ägyptologen und Historiker. Sie liefern nicht nur wertvolle Hinweise und Einblicke in die Entwicklung der Hieratischen Schrift während der Frühzeit, sie enthalten auch mögliche Hinweise auf einen besonders obskuren Herrscher, nämlich Horus Sa. Das bereits erwähnte Ka-Haus, das Inichnum betreute und versorgte, könnte Horus Sa gehört haben. Da allerdings Sas Name nie in einem königlichen Serech erscheint, ist bereits seine Existenz umstritten und eine sichere chronologische Zuordnung in die 2. oder 3. Dynastie konnte bislang nicht vorgenommen werden.

## Grab
Inichnums Grab ist unbekannt, Wolfgang Helck und J. Spencer vermuten die Mastabas S2429 und S3009 als mögliche Ruhestätten.